# Battaglie ne La Ruota del Tempo
Nel corso del ciclo fantasy de La Ruota del Tempo dello scrittore Robert Jordan vengono descritte numerose battaglie. Di seguito queste battaglie vengono elencate in ordine cronologico.

## Battaglia di Maighande
La Battaglia di Maighande avvenne nel corso delle Guerre Trolloc, più di duemila anni prima dell'inizio della saga. 
Essa venne vinta e combattuta dalle forze della luce sotto il comando di Rashima Kerenmosa, conosciuta come la leggendaria Amyrlin Soldato. Rashima in precedenza aveva guidato personalmente gli eserciti della Torre Bianca in numerose battaglie vittoriose contro le orde della Progenie dell'Ombra ed alla fine morì, vincendo proprio la fondamentale Battaglia di Maighande; il corpo dell'Amyrlin venne ritrovato sul campo di battaglia, affiancato da quello di tutti e cinque i suoi fedeli Custodi, circondato da mucchi di Trolloc e Fade e dai corpi di ben nove Signori del Terrore

## Battaglia delle Mura Lucenti
Viene descritta all'inizio del prequel Nuova Primavera, viene anche chiamata Battaglia della neve insanguinata. È la battaglia finale nella Guerra Aiel, combattuta nei pressi di Tar Valon (la città dalla mura lucenti), quando gli Aiel raggiungono ed uccidono Laman Damodred ed i suoi fratelli. Nel corso della battaglia Shayel/Tigraine muore sulle pendici di Montedrago, dando alla luce il piccolo Drago Rinato, il quale viene trovato piangente da Tam al'Thor.

## Prima battaglia di Emond's Field
Viene descritta all'inizio del I Libro, L'occhio del mondo. Numerosi Trolloc e Fade intervengono nei Fiumi Gemelli ad Emond's Field, alla ricerca dei tre ragazzi ta'veren, ma essi vengono allontanati grazie all'intervento di Moiraine e al'Lan Mandragoran, che aiutano la popolazione a respingerli. Durante l'attacco anche la fattoria di Rand al'Thor viene attaccata e Tam al'Thor resta gravemente ferito.

## Battaglia del Passo Tarwin
Viene descritta alla fine del Libro I. Lo Shienar ha raggruppato tutte le sue forze belliche per opporre una ultima, disperata resistenza all'invasione di una inarrestabile orda di Progenie dell’Ombra, quando Rand al'Thor attingendo consapevolmente per la prima volta a Saidin attraverso l'Occhio del Mondo, interviene sbaragliando gli invasori.

## Battaglia di Falme
Viene descritta alla fine del Libro II, La grande caccia. La battaglia a Falme inizia quando i Seanchan raggruppano le loro forze per affrontare un contingente di Manti Bianchi che cavalcano contro Capo Toman. Nel frattempo Nynaeve, Elayne e Min hanno liberato Egwene dalla condizione di damane, ma quest'ultima interviene contro un drappello Seanchan che la sta caricando, provocando una battaglia con Saidar all'interno della città stessa. Negli stessi momenti Rand al'Thor ed i suoi amici (Mat, Perrin, Hurin ed Ingtar) hanno recuperato il Corno di Valere ed il Pugnale di Shadar Logoth nella residenza dell'Alto Signore Turak, provocando diverso trambusto. Rand e gli amici quindi si ritrovano stretti tra i Seanchan ed i Manti Bianchi, i quali vengono presto distrutti dalle damane; perciò, per salvarsi, Matrim Cauthon è costretto a suonare il Corno, richiamando gli Eroi dalla morte. Mentre gli Eroi del Corno cacciano i Seanchan da Falme, nel cielo sopra la città Rand affronta Ba'alzamon in duello e lo sconfigge, rimanendo però gravemente ferito.

## Battaglia sulle Montagne della Nebbia
Viene descritta all'inizio del Libro III, Il drago rinato. Dopo gli avvenimenti di Falme, Rand al'Thor, Perrin Aybara, Moiraine Sedai, Lan Mandragoran, Min Farshaw e numerosi soldati Shienaresi si sono rifugiati e nascosti sulle Montagne della Nebbia per passare l'inverno. Laggiù però vengono scovati ed attaccati da una numerosa Progenie dell'Ombra, che viene respinta grazie anche all'aiuto di parecchi lupi richiamati da Perrin.

## Battaglie nella Pietra di Tear
Si svolgono alla fine del Libro III ed all'inizio del Libro IV. La prima battaglia avviene quando gli Aiel conquistano la Pietra di Tear, alla ricerca di Colui che viene con l'Alba; quest'ultimo è Rand al'Thor che è penetrato nello stesso momento nella Pietra per affrontare Be'lal e Ishamael. Un evento collaterale di questa battaglia è l'intervento di Matrim Cauthon nella Pietra per liberare Egwene, Elayne e Nynaeve, che a loro volta intervengono con Saidar contro i Difensori e le sorelle dell'Ajah Nera.
La seconda battaglia avviene quando della Progenie dell’Ombra viene introdotta di nascosto nella Pietra, su delle chiatte fluviali. Vengono combattuti dai Difensori della Pietra aiutati da Moiraine, Mat, Perrin, Lan, Egwene, Nynaeve, Elayne, Loial e Faile, mentre invece Rand è impegnato a discutere con Lanfear, che si dice estranea all'evento. Gli attaccanti vengono sconfitti definitivamente quanto il Drago Rinato usa Callandor contro di loro. Non si sa quale Reietto si celi alle spalle dell'attacco (probabilmente Sammael), anche se in seguito si scopre che diversi Trolloc sono stati introdotti anche da Semirhage, su ordine del Tenebroso, per contrastare gli altri. Durante l'attacco l'Assassino penetra nelle celle ed elimina Joya e Amico le due sorelle dell'Ajah Nera, catturate in precedenza.

## Seconda battaglia di Emond's Field
Viene descritta nel corso del IV Libro, L'Ascesa dell'Ombra. Numerosi Trolloc e Fade sono stati introdotti nei Fiumi Gemelli da Lord Luc/Isam attraverso la Porta delle Vie Ogier di Manetheren. Dopo diverse incursioni, la Progenie dell'Ombra assedia Emond's Field, che si prepara ad un'ultima disperata resistenza sotto la guida di Perrin Aybara. Sua moglie Faile però riesce a radunare gli altri popoli dei Fiumi Gemelli ed arriva in tempo a sbaragliare i nemici ed a rompere l'assedio.

## Battaglia per la deposizione di Siuan Sanche
Viene descritta nel corso del IV Libro. Elaida ed un gruppo di Aes Sedai ed Adunanti organizza un colpo di Stato per deporre l'Amyrlin Siuan Sanche. Grazie all'aiuto segreto dell'Ajah Nera, guidata da Alviarin, Elaida ottiene nel Consiglio della Torre Bianca giusto i voti necessari per deporre ed imprigionare Siuan e poi per venire eletta al suo posto; però l'opposizione di numerose Aes Sedai con i loro Gaidin e soprattutto dell'intera Ajah Azzurra, che tentano di liberare Siuan, mette in forse la sua elezione e fa scatenare la battaglia all'interno della stessa Torre Bianca. Solo l'intervento di Gawyn e dei suoi Cuccioli fa infine pendere la bilancia dalla parte della nuova Amyrlin Seat. Questa battaglia provoca la morte di diverse sorelle, tra cui una Adunante azzurra, più quella di moltissimi Gaidin e soldati della Guardia (tra i quali il Maestro Spadaccino, ucciso in duello da Gawyn in persona), inoltre la battaglia causa uno scisma tre le Aes Sedai, con la fuga di oltre trecento sorelle ribelli, che si radunano a Salidar per fondare una Torre Bianca in esilio.

## Battaglia di Imre Stand
Viene descritta nel corso del IV Libro. Nel loro trasferimento dal Chaendaer a Rocce Fredde gli Aiel con al seguito Rand, Moiraine, Egwene, Mat e Lan decidono di fare sosta per la notte ad Imre Stand, ma trovano il luogo razziato. Durante la notte vengono attaccati da parecchia Progenie dell’Ombra, che però viene respinta grazie all'intervento dei numerosi incanalatori presenti.

## Battaglia di Rocce Fredde
Viene descritta nel corso del IV Libro. Durante la notte, numerosa Progenie dell’Ombra viene introdotta nella fortezza Aiel di Rocce Fredde. Mentre un Draghkar penetra nella residenza del Drago Rinato per cercare di ucciderlo, Trolloc e Fade seminano la morte combattendo contro guerrieri e Sapienti Aiel, finché non vengono respinti. Anche Moiraine, Egwene, Aviendha e Lan intervengono nella battaglia per difendere la fortezza.

## Battaglia del Rhuidean
Negli ultimi capitoli del IV Libro Rand al'Thor insegue Asmodean dall'Alcair Dal al Rhuidean, imparando per la prima volta ad adoperare i Portali per Viaggiare. Nel Rhuidean i due quindi duellano con l'Unico Potere per il possesso del Choedan Kal maschile. La loro potenza però si equivale e Rand alla fine riesce a vincere solo attingendo all'angreal che tiene con sé, la statuetta dell'omino grasso. Subito dopo interviene Lanfear, che scherma parzialmente Asmodean e quindi lo "dona" a Rand affinché gli faccia da maestro con saidin. Il duello con l'utilizzo di quella quantità enorme di Unico Potere, ha provocato enormi devastazioni sulla città del Rhuidean e la formazione di un lago, che attinge le proprie acqua da una falda sotterranea che viene fatta emergere alla superficie.

## Battaglia di Taien o del Passo Jengai
Viene descritta nel corso del V Libro, I fuochi del cielo. Taien era una cittadina murata posta all'imbocco del Passo Jengai, il quale mette in comunicazione la Desolazione Aiel con il regno di Cairhien, uno dei pochi passi sulle altissime montagne della Dorsale del Mondo. Taien venne conquistata e completamente depredata dagli Shaido nella loro avanzata verso Cairhien. Dopo aver raggiunto Taien e scoperto le condizioni della cittadina, Rand e il suo seguito di amici ed Aiel, si accamparono nei suoi pressi per passare la notte. Il campo venne quindi attaccato da notevoli forze della Progenie dell’Ombra, ma anche Amici delle Tenebre. In realtà tutto l'attacco era solo un diversivo per permettere ad un paio di Draghkar di avvicinarsi di nascosto al Drago Rinato per ucciderlo, ma entrambi vengono distrutti, grazie anche all'intervento di Aviendha.

## Battaglia di Cairhien
Viene descritta nel corso del Libro V. Gli Shaido hanno lasciato la Desolazione Aiel ed hanno invaso il regno di Cairhien, seminando distruzione e morte al loro passaggio. Quindi hanno posto sotto assedio la stessa città capitale di Cairhien. Il Drago Rinato si è posto al loro inseguimento e una volta raggiunti gli Shaido, ingaggia battaglia per spezzare l'assedio, guidando gli altri clan Aiel che l'hanno riconosciuto come Car'a'carn. Mentre sul campo di battaglia infuria la lotta tra i guerrieri Shaido e le truppe e gli Aiel fedeli al Drago, Rand, Egwene ed Aviendha usano l'Unico Potere contro gli Shaido da una piattaforma sopraelevata, finché un Reietto (molto probabilmente Sammael) non abbatte la piattaforma stessa. Rand allora si mette all'inseguimento dell'attaccante, circondato e sostenuto dalla sua scorta di Fanciulle della Lancia. Nel frattempo Matrim Cauthon, che inizialmente non aveva alcuna intenzione di restare coinvolto nella battaglia, rivela doti da abilissimo generale, guidando alla salvezza un gruppo variegato di soldati e cavalieri Cairhienesi e Tairienesi, vincendo diverse scaramucce contro gli Shaido ed eliminando personalmente il loro capoclan, Couladin.

## Battaglia per la conquista di Caemlyn
Viene descritta nel corso del Libro V. Quando a Cairhien arriva la notizia della presunta morte della regina Morgase, il Drago Rinato decide di intervenire a Caemlyn, contro il Reietto Rahvin. Rand fluttuando trasporta nella capitale di Andor Mat, Aviendha, Fanciulle della Lancia e guerrieri Aiel, guidati dal capoclan Bael. Mentre questi ingaggiano battaglia contro la Progenie dell’Ombra presente nella capitale andorana e conquistano la città, il Drago ed il Reietto duellano con l'Unico Potere in tel’aran’rhiod, finché Rahvin non viene ucciso, grazie anche all'intervento di Nynaeve e Moghedien.

## Battaglia dei pozzi di Dumai
Viene descritta alla fine del Libro VI, Il signore del caos. Il Drago Rinato è stato rapito con l'inganno dalle Aes Sedai fedeli ad Elaida. Nei pressi dei pozzi di Dumai queste Aes Sedai vengono circondate dagli Shaido di Sevanna, la quale, venendo meno agli accordi, vuole tenere per sé il Drago, per costringerlo a sposarla. Aes Sedai e Sapienti Shaido ingaggiano dunque battaglia usando l'Unico Potere, mentre i guerrieri Shaido affrontano i Cuccioli di Gawyn, i Gaidin e le Guardie della Torre Bianca. Nel frattempo Perrin Aybara ha scoperto il rapimento di Rand e guida alla sua liberazione un variegato gruppo di fedeli del Drago (Cairhienesi guidati da Dobraine, Mayenesi guidati da Gallenne, Aiel guidati da Ruharc, Fanciulle della Lancia guidate da Sulin e Sapienti Aiel guidate da Amys e Sorilea). Perrin lungo il cammino incontra anche nove Aes Sedai ribelli, con i loro Custodi e gli uomini dei Fiumi Gemelli che lo stavano raggiungendo da Caemlyn. Tutti assieme questi intervengono nella battaglia già in corso, per cercare di raggiungere e portare in salvo Rand. Quest'ultimo nel frattempo è però riuscito a liberarsi ed attacca alle spalle le Aes Sedai che l'avevano rapito. L'intervento finale degli Asha'man di Mazrim Taim comporta la rotta degli Shaido e la cattura delle Aes Sedai rapitrici, mentre le nove sorelle ribelli sono costrette a giurare fedeltà al Drago, segnando una svolta epocale negli eventi della Ruota.

## Battaglia di Amador
Viene descritta nel corso del Libro VII, La corona di spade. Con un attacco notturno di sorpresa usando i to'raken, i raken e le damane, i Seanchan conquistano velocemente Amador, la capitale dell'Amadicia e quindi la Fortezza della Luce, sede dei Manti Bianchi. Morgase ed il suo gruppo di seguaci, che erano tenuti prigionieri dentro la fortezza, assistono sbigottiti all'evento.

## Battaglia per la conquista di Illian
Avviene alla fine del Libro VII. Il Reietto Sammael si è impadronito del potere nel regno di Illian. Per stanarlo il Drago Rinato invia numerosissime truppe ed Asha'man sui confini illianesi nelle Piane di Maredo. Poi approfittando della sua presunta convalescenza, dopo aver subito una ferita da Padan Fain, il Drago raccoglie gli Asha'man della sua scorta e la Legione del Drago comandata da Davram Bashere e con un colpo a sorpresa invade viaggiando la stessa capitale, Illian. Dopo un breve duello, Sammael fugge, mentre la città cade in potere ai fedeli di Rand. Il Drago nel frattempo insegue Samamel fino a Shadar Logoth dove, dopo un disastroso duello, il Reietto muore preda di Mashadar. Tornato ad Illian, il Drago viene infine riconosciuto come nuovo Re ed indossa la Corona di spade.

## Conquista Seanchan di Ebou Dar
Avviene alla fine del Libro VII. Ebou Dar, la capitale dell'Altara, viene rapidamente conquistata dai Seanchan, con un raid dal mare, a sorpresa, sostenuto dalle loro damane e dai loro strani animali, senza che trovino una grande resistenza da parte del debole esercito locale. Alla fine della battaglia, la stessa regina Tylin si sottomette, dichiarandosi vassalla. Dalla capitale, i Seanchan si espandono poi alla conquista dell'intero regno. Durante la battaglia tra le vie di Ebou Dar, uno dei protagonisti, Matrim Cauthon resta gravemente ferito, mentre è alla ricerca del piccolo Olver.

## Battaglie del Drago in Altara
È una serie di battaglie che si svolgono nel corso del Libro VIII, Il sentiero dei pugnali. Dopo la conquista di Illian, il Drago Rinato decide di proteggere questo regno dall'avanzata dei Seanchan, perciò raggruppa le truppe dei vari paesi a lui fedeli, più diverse centinaia di Asha'man, quindi viaggiando di continuo in varie parti dell'Altara, mette in rotta gli avversari. Nonostante questi successi e l'avanzata del Drago in profondità nel territorio nemico (egli vorrebbe conquistare addirittura Ebou Dar), Suroth, grazie al suo servizio di spionaggio, riesce però a capire il gioco del Drago e prepara un efficace contrattacco con le damane. Il Drago perciò decide di usare Callandor, ma il potere di questo sa'angreal non è regolato come dovrebbe e va fuori controllo, provocando gravi perdite sia agli avversari, che agli alleati. Perciò sia il Drago che i Seanchan devono ritirarsi e la situazione sul confine tra Illian e l'Altara diventa quindi di stallo.

## Battaglia per la Pulitura di Saidin
Viene descritta alla fine del Libro IX, Il cuore dell'inverno e si svolge nei pressi della malefica città fantasma di Shadar Logoth, che alla fine rimane distrutta. Per pulire Saidin dalla contaminazione del Tenebroso, il Drago Rinato si lega in circolo con Nynaeve e poi utilizza i due Choedan Kal. L'enorme potenza utilizzata attira inevitabilmente i Reietti, che giungono per cercare di fermarlo e magari ucciderlo. Per proteggere il lavoro del Drago, Cadsuane Sedai organizza perciò le difese, assegnando a diversi gruppi di seguaci del Drago un settore da proteggere, ingaggiando battaglia contro i Reietti.
Cadsuane stessa crea una cupola di protezione sopra al Drago e poi assegna Callandor a Jahar Narishma, Merise ed Elza legati in circolo, indicando dove colpire attraverso il suo set di ter'angreal.
Nel frattempo Alivia, protetta e potenziata dal set di gioielli di Nynaeve, ingaggia un duello con Cyndane e la respinge. Graendal si scontra con Verin, Kumira e Shalon legate in circolo, viene respinta, ma Kumira perde la vita. Demandred viene respinto da Damer Flinn legato in circolo con Corele e Sarene. Eben Hopwil, legato in circolo con Daigian, Nesune e Beldeine, sacrifica la propria vita attaccando Aran'gar, che perciò è costretta a ritirarsi. Osan'gar infine, nascondendosi abilmente nella vegetazione, arriva molto vicino a colpire il Drago, ma viene distrutto da un colpo di Callandor indirizzato da Elza. Moghedien invece resta in disparte a causa della sua codardia ed osserva gli eventi provocati su Shadar Logoth; Moridin e Mesaana non partecipano alla battaglia. L'autore ha affermato che anche Semirhage ha partecipato alla battaglia, ma le sue azioni non sono state descritte. Infine Erian Sedai, Min, Lan e gli altri Gaidin ed i rappresentanti del popolo del Mare, restano in disparte, al sicuro con i cavalli.

## Battaglia di Jeramel
Viene descritta nel Prologo del Libro X, Crocevia del crepuscolo. A Jeramel, nel nord dell'Amadicia, quasi al confine del Ghealdan, re Ailron combatte e rimane ucciso con tutta la sua nobiltà, nel corso della battaglia ingaggiata dalle ultime forze del suo paese contro l'avanzata dei Seanchan. Il grosso delle rimanenti truppe dei Figli della Luce (circa novemila uomini) riesce però a scampare alla battaglia e si dirige verso est.

## Rivolta degli Atha'an Miere ad Ebou Dar
Viene raccontata da Matrim Cauthon nel Libro X, anche se in realtà i fatti si sono svolti al termine del libro precedente. Quando Mat si è recato a liberare Teslyn Baradon ed Edesina Azzedin dalla condizione di damane dei Seanchan, preso dalla pietà, libera anche una Cercavento degli Atha'an Miere. Quest'ultima, a sua volta, libera altre Cercavento, rese damane come lei, le quali, ingaggiando battaglia, si spostano nel quartiere del Rahad e liberano i membri del loro popolo, tenuti lì come schiavi. Infine la loro rivolta si sposta nel porto, dove riescono ad impadronirsi di numerose navi ed a fuggire. Liberando la Cercavento, Mat si è così procurato inconsapevolmente un grande diversivo, per fuggire indisturbato dalla città con tutto il suo numeroso seguito.

## Battaglia della tenuta Pendaloan
All'inizio del Libro XI, il Drago Rinato, con il suo numeroso seguito, si trovava a riposare per la fatica per la Pulitura di Saidin, ospite nella tenuta di Lord Algarin Pendaloan, nell'est di Tear. Una sera l'intera tenuta viene investita da un'orda immane di Progenie dell'Ombra: centinaia di migliaia di Trolloc guidati da Fade. Solo l'arrivo imprevisto, alcuni giorni prima, di Logain Ablar con numerosi seguaci Asha'man ed Aes Sedai legate come Gaidin, permette di resistere all'attacco ed evita che la tenuta venga travolta. Durante la battaglia Lews Therin Telamon, prende pericolosamente il controllo di Rand al'Thor, incanalando tessiture offensive sconosciute sin dall'Epoca Leggendaria.

## Campagna di Mat in Altara
È una serie di battaglie e scaramucce che Matrim Cauthon intraprende nel corso del Libro XI per portare in salvo Tuon ed uscire dal territorio dell'Altara controllato dai Seanchan. A Maderin Mat scopre un complotto per uccidere la sua promessa sposa, la principessa Tuon dei Seanchan, perciò abbandona il circo di Valan Luca e con il suo seguito si nasconde nelle foreste dell'Altara. Laggiù viene raggiunto dal suo secondo, Talmanes, con una parte consistente del suo esercito, la Banda della Mano Rossa. Mat dunque intraprende una campagna di agguati, guerriglia e scaramucce contro i Seanchan, per indurre il grosso del loro esercito a spostarsi dai passi con il Murandy, infatti esso è come un tappo di bottiglia, che impedisce a Mat di uscire dall'Altara. La campagna ha successo, ma Mat si separa da Tuon dopo che questa viene portata in salvo dal fedele generale Kadere. L'ultima spettacolare battaglia di Mat viene ingaggiata proprio per assicurare a Tuon la fuga verso Ebou Dar.

## Assedio di Caemlyn
Viene descritto nel corso dei Libri X ed XI. Arymilla Marne, per conquistare il trono dell'Andor, pone sotto assedio la capitale Caemlyn, difesa da Elayne Trakand, legittima erede del regno. I numerosi assalti di Arymilla alle mura e gli incendi dentro la città, provocati dai suoi agenti, risultano però inefficaci. Perciò, per assicurarsi la vittoria, Arymilla si indebita e corrompe dei mercenari alla paga di Elayne, così da farsi aprire le porte della città. Nel frattempo Elayne viene rapita da alcune sorelle dell'Ajah Nera e portata fuori città, ma Birgitte interviene assieme a delle cercavento, facendo intercettare le Nere dall'esercito dell'erede al trono. Elayne, dopo essere stata liberata e visto che il suo esercito si trova già fuori città e quello di Arymilla si sta concentrando sotto le mura, in attesa del tradimento dei mercenari, decide di colpire alle spalle; perciò nelle viuzze sotto le mura del borgo di Bassa Caemlyn, l'esercito di Arymilla viene stretto in una morsa e sbaragliato da quello di Elayne.

## Battaglia di Malden
Viene descritta verso la fine del Libro XI. La moglie di Perrin Aybara, Faile ed alcune delle sue seguaci (tra le quali Morgase ed Alliandre), sono tenute prigioniere dagli Shaido nei pressi della cittadina di Malden, in Altara. Perciò per liberarle Perrin si allea con il generale Seanchan Tylee e con l'infido profeta Masema. Altri suoi alleati sono Berelain e le sue Guardie Alate mayenesi ed il capitano Arganda con le truppe della Guardia della Regina Alliandre del Ghealdan; al seguito di Perrin vi sono anche numerosi arcieri dei Fiumi Gemelli, comandati da Tam al'Thor; inoltre Perrin dispone dell'appoggio di diverse Fanciulle della Lancia comandate da Sulin, diverse Sapienti Aiel, due Aes Sedai e due Asha'man. Grazie ad un ordine di Suroth sottratto da Berelain a Masema, Perrin e Tylee si procurano numerosi a'dam e soprattutto abbastanza radice biforcuta da mettere fuori combattimento le Sapienti Shaido, introducendo la droga nell'acquedotto di Malden. Grazie a questo vantaggio, gli Shaido vengono sbaragliati facilmente e tutti i prigionieri liberati; inoltre i fanatici seguaci dell'infido Masema vengono distrutti dalle damane di Tylee.

## Battaglie di Ituralde in Arad Doman
Vengono descritte nel prologo e nell'epilogo del Libro XI e poi all'inizio del XII. Il Grande Capitano domanese Rodel Ituralde, per risollevare le sorti del proprio paese, provoca i Seanchan con degli agguati ed azioni di guerriglia nella Piana di Almoth ed a Tarabon e poi si fa inseguire da un grosso esercito fino in Arad Doman, dove lo stringe in una serie di trappole fatali. Nonostante questi grandi successi Ituralde comprende che a lungo andare non potrà fermare le forze soverchianti dei nemici, perciò, dopo essersi incontrato con Rand, accetta di trasferirsi nelle Marche di Confine con i suoi soldati, lasciando la cura del proprio paese al Drago Rinato.

## Battaglia della Torre Bianca
Viene descritta verso la fine del Libro XII. L'imperatrice Fortuona dei Seanchan decide di attaccare la Torre Bianca con un raid di To'raken, Raken e damane, per catturare il maggior numero possibile di incanalatrici e così indebolire la posizione avversaria e guadagnare dei vantaggi tattici (come le Tessiture per Viaggiare). Il raid coglie del tutto impreparate le Aes Sedai dentro la Torre e gli invasori catturano moltissime donne (tra le quali la stessa Amyrlin Elaida). L'intervento di Egwene però ferma la loro avanzata; Egwene infatti per combattere fa formare circoli alle novizie (a cui poi si aggiungeranno anche Aes Sedai) ed utilizza sa'angreal ed angreal, causando ai nemici numerosissime perdite. Un episodio collaterale della battaglia, è quello di Siuan, Gawyn e Gareth Bryne che penetrano nella Torre con un centinaio di soldati, per salvare la stessa Egwene ed a loro volta si scontrano con i Seanchan.

## Battaglia di Maradon
Viene descritta nel corso del Libro XIII e si svolge in più fasi. Nella prima fase, al comando del Grande Capitano Rodel Ituralde, una forza composita di Domanesi, Saldeani, Asha'man ed altri, mantengono eroicamente una collina fortificata appena fuori dalla capitale della Saldea, Maradon, lungo lo sbocco di una vallata proveniente dalla Macchia. Le loro posizioni però, alla fine vengono travolte dagli attacchi di una enorme massa di Progenie dell'Ombra e solo la ribellione del capitano Yoeli, che dalla capitale giunge in soccorso di Ituralde, permette di ritirarsi all'interno delle mura della città che, sotto il comando di un Amico delle Tenebre, fino a quel momento aveva rifiutato di prestare ogni aiuto. Maradon dunque viene posta sotto assedio ed una breccia nelle mura viene aperta da alcuni Signori del Terrore. Ituralde, convinto dall'insistenza di Yoeli, anziché ritirarsi attraverso Portali di Viaggio, come inizialmente programmato, accetta di difendere la città, ed inizia un'astuta campagna all'interno delle mura, strada per strada, casa per casa, cercando di guadagnare tempo in attesa dell'arrivo degli aiuti. Essi arrivano quando ormai ogni speranza sembrava essere finita, portati dal Drago Rinato in persona, che elogia l'eroica resistenza dimostrata; quindi l'interno della città viene liberato dai nemici e poi il Drago stesso, con una sorprendente e vera e propria Tempesta di Luce, spazza via dai dintorni ogni presenza dell'Ombra.

## Battaglia nel Mondo dei Sogni
Viene descritta nel Libro XIII. Essa inizia in Tel'aran'rhiod, tra Perrin Aybara ed i suoi amici lupi, contro Isam/Lord Luc, che custodisce una dreamspike sopra al campo di Perrin, così da indurlo a cadere in una trappola orchestrata da Graendal. Perrin ed Hopper, capite almeno in parte le intenzioni del nemico, e dopo il sacrificio di alcuni lupi, riescono a trovare la dreamspike e poi a spostarla attraverso il sogno, fin sopra a Tar Valon.
In quegli stessi momenti, sempre nel Mondo dei Sogni, Egwene ha organizzato un finto incontro nella Sala del Consiglio della Torre Bianca con le delegate delle Cercavento e delle Sapienti Aiel (il vero incontro si svolge invece in un teatro della città), così da stanare Mesaana, che si nasconde ancora tra le Aes Sedai. In effetti Mesaana interviene, ma non per spiare; infatti la Reietta colpisce, aiutata da ben diciannove sorelle dell'Ajah Nera (una per ciascun intessisogni rubato da Sheriam) le quali uccidono Carlinya e Shevan; ma le Nere sono a loro volta intralciate nel loro piano di attrarre Egwene in trappola, a causa della mossa di Perrin con la dreamspike, che non permette loro di allontanarsi da Tar Valon. Inizia così una vera e propria battaglia tra Egwene e le sue alleate (Nynaeve, Siuan, Leane, Amys, Bair e Melaine) contro l'Ajah Nera. A questa battaglia si intreccia la lotta tra Perrin, Hopper e l'Assassino per il possesso della dreamspike.
Egwene e le sue alleate, pur essendo in inferiorità numerica, sembrano inizialmente avere la meglio, grazie alla loro maggiore esperienza nel manipolare il Mondo dei Sogni. Mesaana però, con un trucco, riesce a sorprendere alle spalle Egwene, materializzando attorno al suo collo un a'dam; infatti, invece di ucciderla la vuole soggiogare, facendosi anche rivelare la posizione della Dreamspike (che come si sa è stato invece Perrin a piazzare su Tar Valon). Nonostante il terrore ed il dolore provocato dallo strumento, Egwene riesce a dominarsi ed a dominare Tel'aran'rhiod; quindi Egwene si libera ed in uno scontro da mente a mente, annienta quella di Mesaana, che viene ridotta allo stato vegetativo. Mentre Egwene è impegnata nella sua battaglia nel Mondo dei sogni, avviene una battaglia anche nel mondo reale, perché intanto Gawyn è ritornano precipitosamente a Tar Valon, dopo aver scoperto a Caemlyn, che i misteriosi assassini che operano nella Torre sono i Pugnali insanguinati dei seanchan. Gawyn interviene giusto in tempo per salvare Egwene, ma resta mortalmente ferito; perciò la giovane Amyrlin, quando si risveglia e lo trova in un lago di sangue ai piedi del suo letto, per salvarlo a sua volta, lo lega come suo Gaidin.
Nel frattempo Perrin, dopo una estenuante lotta con l'Assassino, che riesce a colpire a morte Hopper, riesce a trascinare l'avversario in un incubo, lo ferisce, facendolo quindi scappare ed infine riesce finalmente a distruggere la dreamspike gettandola nella lava di Montedrago.

## Battaglia sulla strada per Lugard
Viene descritta nel corso del Libro XIII. Graendal viene incaricata da Moridin di eliminare Perrin Aybara. Perciò la Reietta organizza una trappola per indurlo a passare dalla strada che da Jehanna porta a Lugard in Murandy. Anzitutto Graendal impedisce agli incanalatori di Perrin di aprire portali con Tessiture per Viaggiare, facendo piazzare da Isam/Lord Luc, una dreamspike sopra al campo di Perrin. Poi cerca di indurlo a viaggiare verso Lugard, diffondendo false notizie su difficoltà lungo la strada per Caemlyn. Nel frattempo i Manti Bianchi, guidati da Galadedrid Damodred, vengono quasi indotti a scontrarsi con l'esercito di Perrin, così da indebolirlo. Fortunatamente Perrin capisce che qualcosa di pericoloso si sta preparando ai suoi danni, riesce a trovare un accordo con Galad e scoperta la presenza della dreamspike, riesce a spostarla e poi a distruggerla, dopo un duello mortale con Isam. Quindi fa evacuare il suo campo in tutta fretta verso Whitebridge, attraverso enormi portali per viaggiare, formati da cerchi di uomini e donne. Perrin però, meditando sulla situazione, capisce anche che Galad ed i suoi, rischiano di incappare nella trappola preparata per lui, perciò di nascosto fa tornare indietro il suo esercito ed interviene giusto in tempo per salvare i Manti Bianchi, attaccati da un'orda di Progenie dell'Ombra, fatta giungere attraverso una Pietra Portale.

## Distruzione di Caemlyn
Nell'epilogo del Libro XIII il piccolo Olver apre la lettera di Verin a Mat e così si scopre che una intera orda di Progenie dell'Ombra assistita da Signori del Terrore, presto attaccherà Caemlyn attraverso una Porta delle Vie presente in città. Dopo aver letto a sua volta la lettera, Talmanes osserva sconvolto che la città è già preda delle fiamme; perciò chiama a raccolta la Banda della Mano Rossa per salvare il deposito segreto dei Dragons di Aludra. Nel corso del Prologo del Libro XIV i dragons vengono messi in salvo da Talmanes, facendo una breccia nelle mura e molta parte della popolazione viene evacuata, mentre la città viene lasciata alla devastazione dei Trolloc. La regina Elayne in seguito capisce che è inutile cercare di riconquistarla, incendia ciò che resta degli edifici e attira fuori i Trolloc per cercare di eliminarli nel Bosco di Braem.

## Battaglia dello Shienar
Lan Mandragoran ha portato fino al Passo Tarwin ciò che resta del suo popolo Malkieri, più numerosi altri volontari delle Marche di Confine e si lancia in una disperata carica contro la Progenie dell'Ombra che erompe dal passo stesso verso lo Shienar. Inaspettatamente gli eserciti dei sovrani delle altre Marche, attraverso portali per viaggiare, si aggiungono a lui, salvando la situazione. Sotto il comando del Grande Capitano Agelmar, gli eserciti coalizzati, non riescono però a resistere alla pressione del nemico, soprattutto quando si aggiungono dei Signori del Terrore. Si ritirano perciò progressivamente, lasciando terra bruciata alle loro spalle. Le manovre di ritiro, subiscono una serie di strani rovesci, finché si scopre che Agelmar è stato indotto ad attirare in trappola le sue armate, attraverso la compulsione di un Reietto. Ciò che resta degli eserciti viene salvato giusto in tempo ed evacuato attraverso dei portali fino ai Campi di Merrilor.

## Battaglie del Bosco di Braem e dell'Alguenya
La regina Elayne e Davram Bashere, il comandante del suo esercito, dopo numerose manovre, sono finalmente riusciti ad attrarre i Trolloc fuori dalle rovine di Caemlyn e di farsi inseguire fin dentro al Bosco di Braem. Laggiù con una serie di agguati e battaglie minori, riducono il numero dei nemici, ma alla fine sono costretti ad evacuare verso il fiume Erinin. Attraversato il fiume si fanno seguire fino alle porte di Cairhien, lungo le sponde dell'Alguenya, dove alla fine si fermano su una altura, per sorprendere gli inseguitori a cannonate. Troppo tardi si accorgono che un secondo esercito Trolloc sta arrivando alle loro spalle e che Davram Bashere è stato indotto ad attirare in trappola le sue armate, attraverso la compulsione di un Reietto. Il primo esercito Trolloc viene annientato con gravi perdite, prima che il secondo arrivi a dargli man forte, e poi ci si prepara a resistere senza speranza di vittoria; fortunatamente però giunge in soccorso Logain con gli Asha'man che hanno appena liberato la Torre Nera dall'Ombra e che permettono anzitutto di fermare la nuova minaccia e poi di eliminarla. Gli eserciti sopravvissuti vengono quindi ricollocati a Merrilor, sotto il nuovo comando di Matrim Cauthon.

## Battaglia di Kandor
L'Amyrlin Egwene e Gareth Bryne, il comandante del suo esercito, con l'apporto di quasi quattrocento Aes Sedai, all'apparenza riescono a contenere la massa di Progenie dell'Ombra che ha invaso il Kandor. L'arrivo inaspettato di Demandred con al suo seguito gli eserciti e gli incanalatori Sharani, rovescia però completamente e gravemente la situazione. L'accampamento delle Aes Sedai viene assaltato e distrutto di sorpresa ed un terzo di loro eliminato, comprese alcune importanti esponenti, come Romanda Cassin. Mat, Tuon e gli eserciti Seanchan giungono in soccorso per stabilizzare il fronte, ma troppo tardi si scopre che anche Gareth Bryne, attraverso la compulsione di un Reietto, sta attirando i suoi eserciti in una trappola. Ciò che resta delle armate viene salvato giusto in tempo grazie all'abilità di Mat, che decide di spostare il conflitto a Merrilor.

## Tarmon Gai'don
È la cosiddetta Ultima Battaglia, lo scontro finale tra le forze della Luce e le forze dell'Ombra, preannunciata da molte profezie, essa viene narrata nel libro finale della saga, del quale occupa oltre la metà delle 900 pagine. Essa avviene contemporaneamente a Shayol Ghul e sulla Piana di Merrilor.
A Shayol Ghul, mentre Rand affronta il Tenebroso e Moridin nel Pozzo del Destino, con l'aiuto di Nynaeve e Moiraine, gli eserciti della Luce conquistano le pendici della montagna ed il suo canyon di accesso. Gli eserciti vengono posti sotto il comando di Rodel Ituralde, mentre gli incanalatori sono sotto al comando di Aviendha. Gli eserciti sono composti soprattutto dagli Aiel, dai Difensori della Pietra di Tear e dai Compagni di Illian. Gli incanalatori sono formati dalle Sapienti Aiel, dalle Aes Sedai che hanno giurato fedeltà al Drago Rinato, dalle Aes Sedai fedeli a Cadsuane, più numerosi Asha'man e potenti Fautori del Drago come Alivia e Talaan din Gelyn. Le Cercavento del Popolo del Mare nel frattempo usano la Coppa dei Venti per contrastare le tempeste che Shay'tan scatena attorno alla montagna.

## Fonti
Jordan, R. L'occhio del mondo. ISBN 0-312-85009-3

Jordan, R. La grande caccia. ISBN 0-312-85140-5

Jordan, R. Il Drago Rinato. ISBN 0-312-85248-7

Jordan, R. L'ascesa dell'Ombra. ISBN 0-312-85431-5

Jordan, R. I fuochi del cielo. ISBN 0-312-85427-7

Jordan, R. Il signore del caos. ISBN 0-312-85428-5

Jordan, R. La corona di spade. ISBN 0-312-85767-5

Jordan, R. Il sentiero dei pugnali. ISBN 0-312-85769-1 

Jordan, R. Il cuore dell'inverno. ISBN 0-312-86425-6 

Jordan, R. Crocevia del crepuscolo. ISBN 0-312-86459-0 

Jordan, R. Nuova Primavera. ISBN 0-7653-0629-8 

Jordan, R. La lama dei sogni. ISBN 0-312-87307-7 

Jordan, R. Sanderson, B. Presagi di tempesta. ISBN 978-1-84149-165-3 

Jordan, R. Sanderson, B. Le Torri di Mezzanotte. ISBN 978-88-347-1834-6 